# Waterford-Kamhlaba
Waterford Kamhlaba United World College of Southern Africa (WKUWCSA), est l'un des 18 établissements, écoles et collèges internationaux du mouvement éducatif United World Colleges UWC. Il se trouve à l'extérieur de la ville de Mbabane, Eswatini. C'est la première école d'Afrique australe qui s'est ouverte aux enfants et aux jeunes quelle que soit leur couleur. Elle s'est positionnée en opposition directe au régime d'apartheid de l'Afrique du Sud voisine. Nelson Mandela, Desmond Tutu y ont scolarisé leurs enfants, dans le but de favoriser les échanges culturels..

## Historique

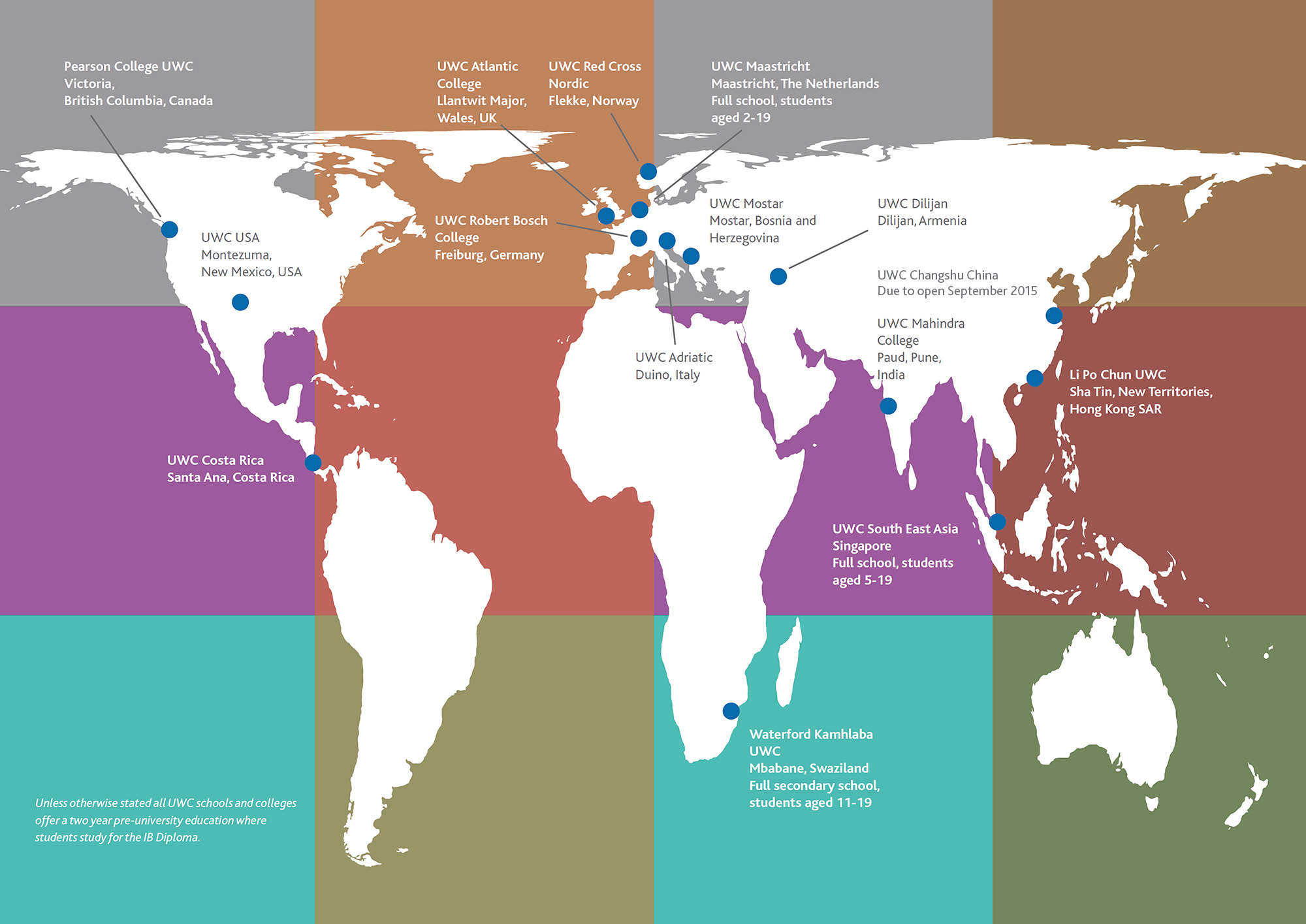
Carte des United World Colleges

Waterford Kamhlaba United World College of Southern Africa a été créée par Michael Stern (educator) (en) en 1963. La mission de l'école était similaire à la philosophie du mouvement UWC, et Waterford est devenue la quatrième école membre du mouvement UWC en 1981. Anthony (Tony) Hatton, pendant de nombreuses années un Professeur d'anglais à Waterford Kamhlaba, a écrit un récit des premières années de l'école.

## Anciens élèves
- Ruha Benjamin , une sociologue et professeure au département d'études afro-américaines de l'Université de Princeton.
- Stian Jenssen ,  Stian Jenssen directeur du cabinet du secrétaire général de l'OTAN
- Ian Khama , ancien président du Botswana
- Robin Chase , entrepreneure dans le secteur du transport, cofondatrice et ancienne PDG de Zipcar,
- Richard E. Grant , acteur de la Space Theatre (Cape Town), avant de déménager à Londres

Fernando Honwana, Rapport sur l'Afrique australe - décembre 1986 - Se souvenir de Fernando Honwana page 7, conseiller spécial de Samora Machel tué avec Machel dans un accident d'avion en 1986
Lindiwe Sisulu , ancienne ministre de la Défense et ministre du Logement, Afrique du Sud
Xochitl Torres Small , représentant américain du 2e district du Congrès du Nouveau-Mexique